# Dolicharthria stigmosalis
Dolicharthria stigmosalis — вид лускокрилих комах родини вогнівок-трав'янок (Crambidae).

## Поширення
Вид поширений в Центральній, Південній Європі і Туреччині. Присутній у фауні України.